# Scudda Hoo! Scudda Hay!
 Scudda Hoo! Scudda Hay! és una pel·lícula estatunidenca de F. Hugh Herbert, rodada en technicolor i estrenada el 1948.

## Argument
El jove camperol Snug recompra al seu patró dos muls que ningú no sembla poder domar. La filla del patró, Rad, i ell s'emboliquen. Snug haurà de dominar tot aquest petit món.

## Repartiment
- June Haver: Rad McGille
- Lon McCallister: Snug Dominy
- Walter Brennan: Tony Maule
- Anne Revere: Judith Dominy
- Natalie Wood: Bean McGill
- Marilyn Monroe: Una pagesa (no surt als crèdits)
- Colleen Townsend: Una noia sortint de missa

## Al voltant de la pel·lícula
- L'altre títol conegut d'aquesta pel·lícula, per al Regne Unit, és Summer Lightning.
- " Scudda Hoo! Scudda Hay !  "és el crit d'adhesió del muler als seus muls!
- Natalie Wood, nascuda el 20 de juliol de 1938, feia la seva 7a pel·lícula.
- Marilyn Monroe no surt als crèdits de Scudda Hoo! Scudda Hay ! , tot i això ha de ser considerada com la primera pel·lícula que va rodar,[3] estrenada després de Dangerous Years (1947). Fa el paper d'una pagesa que diu un " Hello " que ha estat tallat al muntatge. Després, baixant els graons d'una escalinata de l'església, dirigeix un " Hi Rad " a l'actriu June Haver. També se la pot veure en una canoa en una altra escena, però… lluny al llac. Haurà treballat amb els actors següents de  Scudda Hoo! Scudda Hay !  i haurà tornat a coincidir amb l'escenògraf F. Hugh Herbert a Let's Make it Legal (1951):
  - June Haver: Love nest (1951)
  - Walter Brennan: A Ticket to Tomahawk (1950)